# Thaumatocaryon
Thaumatocaryon es un género de plantas con flores perteneciente a la familia Boraginaceae. Comprende cuatro especies descritas y de estas solo 3 aceptadas.

## Taxonomía
El género fue descrito por Henri Ernest Baillon y publicado en  Bull. Mens. Soc. Linn. Paris 839. 1890.

## Especies aceptadas
A continuación se brinda un listado de las especies del género Thaumatocaryon aceptadas hasta septiembre de 2013, ordenadas alfabéticamente. Para cada una se indica el nombre binomial seguido del autor, abreviado según las convenciones y usos.
- Thaumatocaryon dasyanthum (Cham.) I.M.Johnst.
- Thaumatocaryon sellowianum (Cham.) I.M. Johnst.
- Thaumatocaryon tetraquetrum I.M. Johnst.